# Ramón Novarro

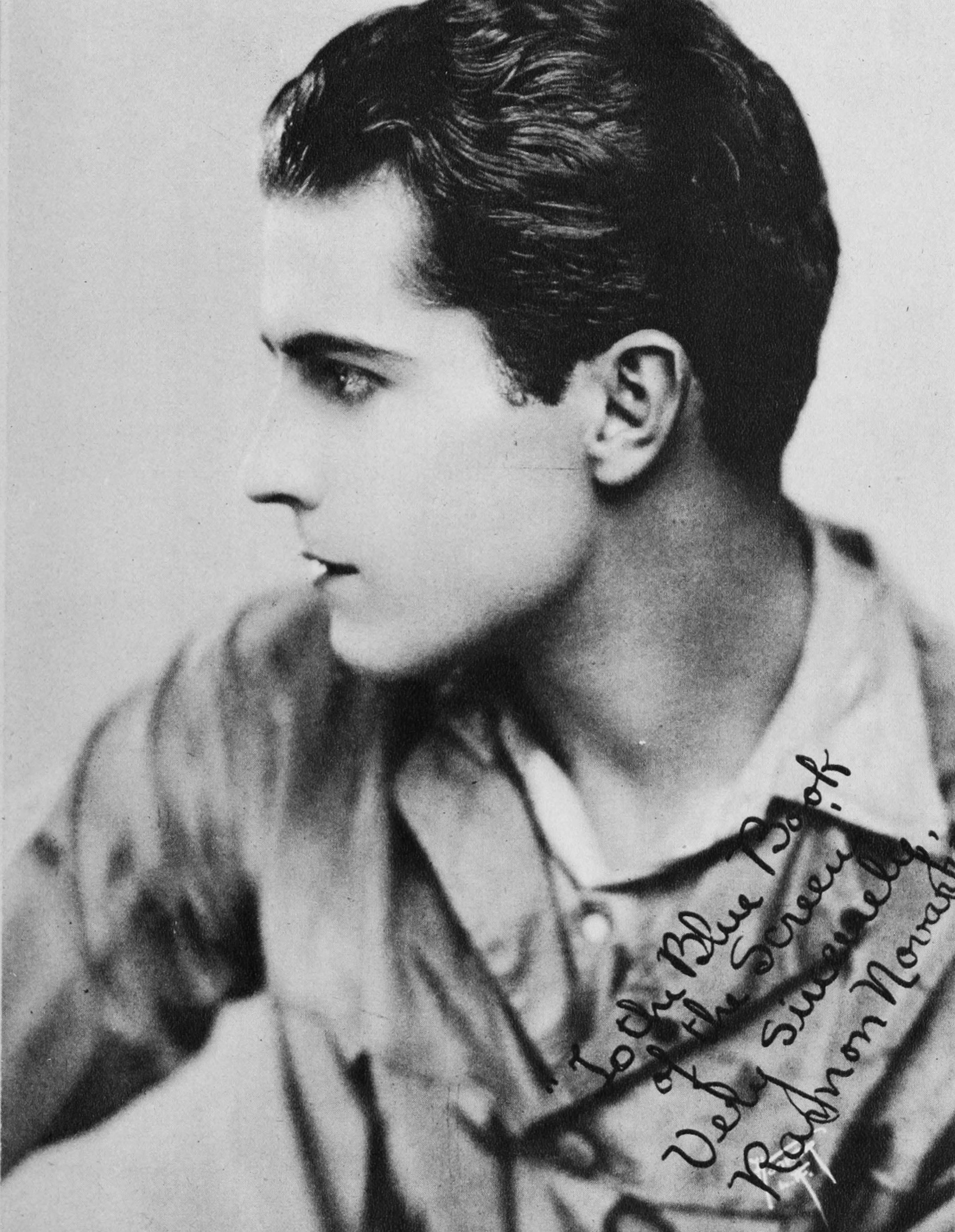
Ramón Novarro, 1922

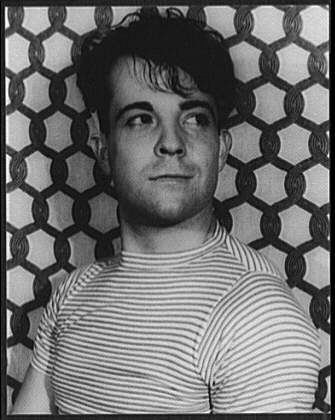
Ramón Novarro, fotografiert von Carl van Vechten, 1934

Ramón Novarro; eigentlich Ramón Gil Samaniego (* 6. Februar 1899 in Durango, Mexiko; † 30. Oktober 1968 in Los Angeles, Kalifornien) war ein mexikanisch-US-amerikanischer Schauspieler und gelegentlicher Regisseur. Gegen Ende der Stummfilmzeit und in den frühen Tonfilmtagen zählte er zu den beliebtesten Stars in Hollywood.

## Leben

### Frühes Leben und Einstieg beim Film
Ramón Novarro wurde als ältestes von 14 Kindern eines Zahnarztes geboren und war ein Großcousin der Schauspielerin Dolores del Río. In seiner Jugend studierte er Musik und nahm Gesangsunterricht. Mit seiner Familie floh er 1916 vor der Mexikanischen Revolution nach Los Angeles, wo er sich zunächst im Umfeld von Theater- und Unterhaltungsindustrie als Balletttänzer, Klavierlehrer und singender Kellner durchschlug. 
Ab 1917 arbeitete er als Statist in diversen Filmen und trat mitunter mit seiner Schwester auf, so auch in Rudolph Valentinos berühmter Tangoszene aus Die vier Reiter der Apokalypse. Er lernte die Autorin Mary O’Hara kennen, über die er den Regisseur Rex Ingram kennenlernte. Ingram vermittelte Novarro daraufhin einen Vertrag bei der Metro Pictures Corporation. Das Studio wollte zunächst den Künstlernamen Ramón Navarro, jedoch unterlief der Sekretärin ein Tippfehler und es wurde Ramón Novarro daraus.

### Zeit als Filmstar
Im Jahr 1922 gelang ihm mit dem Abenteuerfilm Der Gefangene von Zenda nach dem gleichnamigen Roman unter der Regie von Rex Ingram an der Seite von Alice Terry der Durchbruch. Mit dem Ehepaar Ingram-Terry drehte Novarro noch eine Reihe weiterer Filme, die seinen beginnenden Ruhm als attraktiver Darsteller in romantischen Mantel- und Degenfilmen festigten, etwa Scaramouche. Novarro kam vor allem bei den weiblichen Kinogängern sehr gut an; für seinen Film Der Araber, einem nur vage kaschierten Remake von Der Scheich, wurde er als „neuer Valentino“ angepriesen. Fast das gesamte Jahr 1925 war er mit den nicht enden wollenden Dreharbeiten zu Ben Hur beschäftigt, in dem er die Hauptrolle spielte. Der Film sollte sich am Ende als größter Kassenerfolg seit Die Geburt einer Nation erweisen und machte aus Novarro einen Star, der wöchentlich über 6.000 Dollar verdiente. Es folgten einige romantische Komödien und aufwändig produzierte Melodramen, so Lovers? aus dem Jahr 1927, wieder mit Alice Terry, und als deutscher Prinz in Ernst Lubitschs stummer Verfilmung der Operette Alt-Heidelberg an der Seite von Norma Shearer.
Seine Karriere geriet Ende der 1920er-Jahre mit dem Aufkommen des Tonfilmes aufgrund seines starken mexikanischen Akzents in Gefahr. Das Studio nahm sich Zeit dafür, ein passendes Vehikel für Novarro zu finden, wie sich Metro-Goldwyn-Mayer (MGM) unter der umsichtigen Politik von Louis B. Mayer ohnehin nur behutsam der neuen Technik öffnete. Das Studio wählte schließlich die Südseeromanze The Pagan, die überwiegend als Stummfilm gedreht wurde, in der Novarro allerdings ein Lied sang und die meiste Zeit mit nacktem Oberkörper und in einem Sarong spielte. Die Presse war angetan von seiner Singstimme und sagte ihm eine große Tonfilmkarriere voraus. 1930 war Novarro als Regisseur verantwortlich für die spanischen und französischen Versionenfilme von Call of the Flesh, in denen er jeweils auch die Hauptrolle spielte. Seine Gage betrug jeweils 25.000 US-Dollar. Weitere Pläne, als Regisseur zu arbeiten, zerschlugen sich.

### Nachlassender Erfolg und spätere Karriere
In den frühen 1930er-Jahren profilierte sich der Schauspieler noch in Musicals wie In Gay Madrid, doch anders als Greta Garbo, deren Filmpartner er 1931 bei dem Drama Mata Hari war, konnte Novarro nicht entscheidend von dem neuen Medium Tonfilm profitieren. Mit dem Beginn der Weltwirtschaftskrise ab 1929 gerieten romantische Filmliebhaber wie er oder John Gilbert allmählich aus der Mode, da das Publikum nach robusten und pragmatischen, näher an der harten Lebensrealität liegenden Hauptfiguren verlangte. Nach einer Reihe von Flops und schlechten Rollen, darunter als chinesischer Liebhaber von Helen Hayes in The Son-Daughter und als weltmännischer Verführer in der Arthur-Schnitzler-Verfilmung Daybreak, beendete Metro-Goldwyn-Mayer 1934 Novarros Studiovertrag. Anlass war der künstlerische und finanzielle Reinfall von Laughing Boy mit Novarro als unglücklich verliebtem Angehörigen der indigenen Bevölkerung.
Die großen Rollenangebote blieben nach dem Ende seines Vertrages bei Metro-Goldwyn-Mayern aus und er drehte danach nur noch wenige B-Filme als Hauptdarsteller. Gelegentlich spielte er auch mit mäßigem Erfolg Theater. 1942 war er in Mexiko der Hauptdarsteller in dem Historiendrama La Virgen que forjó una patria; es blieb sein einziger Auftritt in einem Film in seiner Heimat Mexiko. Ab den späten 1940er-Jahren war er wieder gelegentlich im amerikanischen Kino und Fernsehen zu sehen, nunmehr aber als Nebendarsteller. 1949 spielte er einen Widerstandskämpfer in John Hustons Wir waren uns fremd sowie einen Polizisten in Die rote Schlinge neben Robert Mitchum. 1960 verkörperte er den Schurken in dem von George Cukor inszenierten Western Die Dame und der Killer an der Seite von Sophia Loren. Finanziell blieb Novarro in späteren Jahren aber weniger durch die Schauspielerei, sondern durch Investments in Immobilien wohlhabend.
1960 erhielt Novarro einen Golden Globe Award als Ehrenauszeichnung für seine Leistungen als Stummfilmstar. Ein Stern auf dem Hollywood Walk of Fame erinnert an Ramón Novarro.

### Privates und Ermordung

Bei der Weltpremiere des Remakes Ben Hur im Loew's State Theatre in New York City am 18. November 1959. V. l. n. r.: Stephen Boyd, Charlton Heston, Haya Harareet, Ramón Novarro, William Wyler

Als strenger Katholik litt Novarro unter seiner Homosexualität, die er vor der Öffentlichkeit verbarg. Zudem war er chronischer Alkoholiker. Ab den 1930er-Jahren verursachte er in betrunkenem Zustand mehrere Autounfälle oder wurde wegen betrunkenen Fahrens angehalten, was zu negativen Schlagzeilen führte. 1928 ließ er sich von Lloyd Wright, dem Sohn von Frank Lloyd Wright, das sogenannte Samuel-Novarro House errichten, das nach seinem Verkauf Ende der 1930er-Jahre im Besitz weiterer Prominenter war.
Im Oktober 1968 erhielt der mittlerweile 69-jährige Ramón Novarro, der öfters männliche Prostituierte von einer Agentur bestellte, einen Anruf von dem 22- und 17-jährigen Brüderpaar Paul und Tom Ferguson, das ihm ihre Dienste anbot. Novarro lud sie in seine Villa ein. Die beiden hielten ihn fest und verlangten 5000 US-Dollar. Da Novarro entgegen den Annahmen der Fergusons nie größere Summen im Haus aufbewahrte, fanden sie nur 20 Dollar. Die Brüder schlugen mit verschiedenen Gegenständen auf ihn ein, bis er als Folge davon an seinem eigenen Blut erstickte. Der Mord sorgte in den Vereinigten Staaten für großes Aufsehen. Die Brüder wurden nach einem Gerichtsprozess, in dem sie sich gegenseitig beschuldigt hatten, zu lebenslanger Haft verurteilt. Wegen ihres geringen Alters wurden Paul und Tom Ferguson in den 1970er-Jahren zunächst vorzeitig entlassen, später aber wegen anderer Vergehen erneut inhaftiert.

## Filmografie (Auswahl)
- 1922: Der Gefangene von Zenda (The Prisoner of Zenda)
- 1922: Die Schlange von Paris (Trifling Women)
- 1923: Die Flucht aus dem Paradies (Where the Pavement Ends)
- 1923: Scaramouche
- 1924: Der Araber (The Arab)
- 1924: Die rote Lilie (The Red Lily)
- 1925: Der Seekadett (The Midshipman)
- 1925: Ben Hur
- 1927: Verleumdung (Lovers?)
- 1927: Der Fürst der Abenteurer (The Road to Romance)
- 1927: Alt-Heidelberg (The Student Prince in Old Heidelberg)
- 1928: Pflicht und Liebe (Across to Singapore)
- 1928: Die Dame hinterm Vorhang (A Certain Young Man)
- 1928: Forbidden Hours
- 1929: Das Lied der Südsee (The Pagan)
- 1929: Der jüngste Leutnant (Devil-May-Care)
- 1930: Der Sänger von Sevilla (Call of the Flesh)
- 1930: In Gay Madrid
- 1931: Wir schalten um auf Hollywood
- 1931: Daybreak
- 1931: Der Sohn des Rajah (Son of India)
- 1931: Mata Hari
- 1932: The Son-Daughter
- 1932: Flirt (Huddle)
- 1933: Liebeslied der Wüste (The Barbarian)
- 1933: Liebe nach Noten (The Cat and the Fiddle)
- 1934: Laughing Boy
- 1935: The Night is Young
- 1938: A Desperate Adventure
- 1940: La Comédie du bonheur
- 1942: La Virgen que forjó una patria
- 1948: Wir waren uns fremd (We Were Strangers)
- 1949: Die rote Schlinge (The Big Steal)
- 1950: Blutiger Staub (The Outriders)
- 1950: Hexenkessel (Crisis)
- 1960: Die Dame und der Killer (Heller in Pink Tights)
- 1964: Dr. Kildare (Fernsehserie, drei Folgen)
- 1965: Bonanza (Fernsehserie, Folge Die Messingschatulle)
- 1967: Verrückter wilder Westen (Fernsehserie, Folge Die Nacht des Meuchelmörders)
- 1968: High Chaparral (Fernsehserie, Folge Das Eheversprechen)